# Peetrikese unenägu
Peetrikese unenägu (estnisch für Peterchens Traum) ist der erste estnische Puppentrickfilm. Der für Kinder im Vorschulalter bestimmte Animationsfilm wurde ab November 1957 in der staatlichen sowjetestnischen Produktionsfirma Tallinnfilm hergestellt. Verantwortlich war der estnische Trickfilmpionier Elbert Tuganov. Dieser erste Trickfilm Tuganovs ist noch recht einfach gehalten. Die künstlerische Leitung des Films lag bei Rein Raamat. Er hatte 1958 Premiere.

## Vorlage und Handlung
Vorlage war der 1942 erschienene Kinderbuchklassiker „Palle allein auf der Welt“ (Palle alene i Verden) des Dänen Jens Sigsgaard (1910–1991). Das Kinderbuch erschien in Deutschland auch unter dem Titel „Paul allein auf der Welt“.
Der kleine Peter, der sich so viel wünscht, erwacht eines Morgens. Er stellt fest, dass er plötzlich ganz allein auf der Welt ist. Er freut sich darüber, so viele verschiedene Dinge tun zu können... Durch sein lebhaftes Temperament gerät er in immer neue Abenteuer. Doch die anfängliche Freude des Jungen verschwindet rasch. Am Ende wird klar: alles war glücklicherweise nur ein Traum.